# 진도경찰서
진도경찰서(珍島警察署, Jindo Police Station)는 전라남도경찰청이 관할하는 경찰서 중 하나이다. 전라남도 진도군 진도읍 남산2길 33에 위치하고 있다.
서장은 총경으로 보한다.

## 기본 정보
- 주소: 전라남도 진도군 진도읍 남산2길 33
- 우편번호: 539-802

## 관할 파출소 및 지구대
진도경찰서는 7개의 파출소를 산하에 두고 있다.
| 명칭       | 사진 | 주소                  | 관할구역 | 치안센터                                     |
| ---------- | ---- | --------------------- | -------- | -------------------------------------------- |
| 읍내파출소 |      | 진도읍 남동3길 1      | 진도읍   |                                              |
| 군내파출소 |      | 군내면 진도대로 7957  | 군내면   | 녹진치안센터                                 |
| 고군파출소 |      | 고군면 진도대로 280   | 고군면   |                                              |
| 의신파출소 |      | 의신면 돈지1길 46     | 의신면   |                                              |
| 임회파출소 |      | 임회면 석교1길 47-15  | 임회면   |                                              |
| 지산파출소 |      | 지산면 인지인천1길 26 | 지산면   |                                              |
| 조도파출소 |      | 조도면 창리길 11      | 조도면   | 가사도치안센터 관매도치안센터 동거차치안센터 |

## 같이 보기
- 전라남도지방경찰청